# Бухта Сындасско
Бухта Сындасско — бухта у юго-западного берега моря Лаптевых. Расположена в Хатангском заливе.
На берегу бухты располагается одноименный поселок Сындасско.
Административно бухта входит в Красноярский край России.